# دراپ

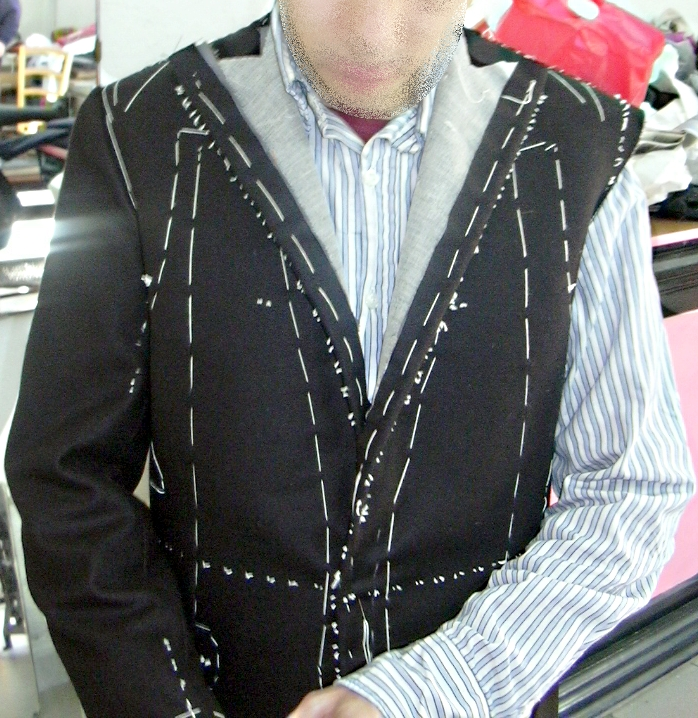
در حال تست

دراپ (به انگلیسی Drop) -در مقیاس‌بندی برش کت و شلوار- اختلاف دور قفسه سینه و دور کمر نام دارد و بر پایه اینچ اندازه‌گیری می‌شود و معمولاً بین ۲ تا ۸ اینچ است.
دراپ بنابر وضعیت بدن
دارای انواع زیر است:
- برش استاندارد یا دراپ ۶، اختلاف دور سینه و دور کمر ۶ اینچ است.
- برش ورزشی یا دراپ ۸، اختلاف دور سینه و دور کمر ۸ اینچ است.
- برش تنومند یا دراپ ۴، اختلاف دور سینه و دور کمر ۴ اینچ است.